# Yamaha OX88
Il Yamaha OX88 è un motore endotermico alternativo, realizzato dall'omonima azienda nipponica per partecipare al campionato del Mondo di Formula 1.

## Contesto
È stato il primo che la casa del sol levante, ha utilizzato nella massima serie, seppur senza risultati esaltanti.
Come la maggior parte dei propulsori Yamaha di Formula 1, è stato progettato e costruito in collaborazione con un'altra azienda, in questo caso la Ford Cosworth.
È ricordato per non aver fornito alla scuderia Zakspeed (l'unica che lo utilizzava), le doti di affidabilità, ma soprattutto prestanza per potersi confrontare coi rivali, tant'è che dopo la fallimentare stagione 1989 (l'unica in cui le due case hanno collaborato), il team teutonico fu costretto al ritiro per via degli scarsi risultati, che portarono alla perdita dello sponsor West, principale finanziatore del team.
Ad ogni modo, presentava alcune importati innovazioni tecniche, particolarmente per quanto riguarda la distribuzione.
Infatti è stato pioniere sotto questo profilo, poiché ha portato ad un'evoluzione dei motori plurivalvole, con l'adozione di cinque valvole per cilindro anziché quattro.
Un accorgimento sperimentato in seguito da altri motoristi, senza successo. Anche i successivi motori Yamaha furono sviluppati con una testata a 4 valvole che si era dimostrata più efficace.

## Background
L'OX88 non era un motore completamente nuovo, bensì venne progettato partendo da due basi ben collaudate, ossia i motori OX66 e OX77.
Questi due motori erano abbastanza complessi, complessi nonostante non fossero utilizzati in Formula 1, per via della loro architettura.
Erano ambedue, motori la cui disposizione dei cilindri prevedeva lo schema a V, e la cui cilindrata era di due litri per l'OX66 e tre litri per l'OX77.
Tuttavia avevano dei punti forza, ossia il fatto di essere ben bilanciati sotto il profilo meccanico, perché l'OX66 era un V6 mentre l'OX77 un V8, dunque non necessitavano di particolari accorgimenti quali i contralberi di equilibratura, per smorzare pericolose e intense vibrazioni dovute alle forze di inerzia.
Questo sulla carta, avrebbe reso l'OX88 molto affidabile, perlomeno sotto l'aspetto delle sollecitazioni meccaniche.
Inoltre non essendo munito di contralberi, sarebbe stato anche abbastanza compatto, perché più stretto rispetto a un V10 ad esempio (che realizzava la Renault), e (nonostante anch'esso fosse ben bilanciato) più corto nei confronti di un V12 (come quelli della Ferrari e della Lamborghini).

## Progetto
A tal punto i tecnici, concentrarono la maggior parte degli sforzi sul rendimento termodinamico.
Probabilmente però, proprio queste considerazioni, li portarono ad esasperare troppo quest'area ed a lasciare troppo in disparte la parte meccanica, così da costruire un motore che in termini di potenza massima era paragonabile a quelli degli avversari, ma denunciava un livello di affidabilità aleatoria.
Dopo aver studiato profondamente vantaggi e svantaggi, che le due basi di sviluppo avrebbero fornito, gli ingegneri decisero di evolvere l'OX77 anziché l'OX66.
Questo per un solo motivo: essendo più frazionato, dunque dotato di due cilindri in più, avrebbe fornito una curva di coppia e di potenza più fluida e sfruttabile in un range di giri motore più ampio e versatile.
Inoltre le sollecitazioni sarebbero state meno invadenti, in quanto distribuite in modo più equo tra più componenti, rendendolo dunque più affidabile rispetto al 6 cilindri.
L'OX77 però, in realtà altro non era che un Ford Cosworth DFV, il quale anni prima veniva impiegato in Formula 1, ma in quel periodo era stato ormai declassato a motore di Formula 3000.
In realtà differiva in parte dal vero DFV, per il fatto che utilizzava una testata ridisegnata.
Questo principalmente per ospitare cinque valvole per ogni cilindro, anziché le originali quattro.
La Yamaha infatti, condusse profondi studi su questo genere di distribuzione, in modo da migliorare il rendimento fluododinamico dei suoi motori, anche se un'operazione del genere era piuttosto complessa, perché si riduceva lo spazio disponibile per l'alloggiamento della candela, e la camera di combustione veniva sollecitata in modo asimmetrico.
Tuttavia nel caso ideale, ossia nell'ipotesi di poter realizzare il sistema senza i vincoli che si presentavano nella realtà, avrebbe incrementato (a parità di architettura, cilindrata, e rapporto di compressione) il rendimento del motore, soprattutto consumando meno carburante a parità di potenza erogata.
Gli studi vennero completati in modo esaustivo, e soprattutto positivo, con l'applicazione pratica nel motore OX66, col quale la casa nipponica ottenne parecchie vittorie nelle categorie minori.
Per partecipare al campionato giapponese di Formula 3000 però, avrebbe dovuto realizzare un nuovo motore da 3000 cm³ (secondo regolamento), ma non avendone il tempo, sottoscrisse un accordo con la Ford nel 1987 per poter utilizzare i DFV e modificarli a suo piacimento.
L'operazione diede buoni frutti, perché il pilota Aguri Suzuki con quel motore vinse il campionato dell'87.
A quel punto, per realizzare l'operazione Formula 1, si lavorò inizialmente in funzione della maggior cilindrata.
La Yamaha infatti pensò di costruire l'OX88, per farlo correre nel 1989, anno in cui venne imposta dalla FIA, una cilindrata massima di 3500 cm³, e il divieto di utilizzare sistemi di sovralimentazione dinamici, quali i turbocompressori o i compressori volumetrici azionati dall'albero a gomiti.
Perciò l'alesaggio e la corsa dei pistoni dell'OX88, erano superiori a quelli dell'OX77.
Una volta fissati questi parametri per ottenere i 3,5 litri di cilindrata, la maggior parte del lavoro venne fatto per sviluppare l'area termodinamica.
Uno dei punti focali ovviamente, era la camera di combustione, che aveva una conformazione semi-emisferica.
Le valvole di aspirazione erano tre, mentre due quelle di scarico.
Per via di questa disparità, cambiava anche l'angolo di inclinazione delle stesse.
Le valvole erano azionate da quattro alberi a camme in testa, con comando a cinghie dentate.
L'angolo tra le bancate era pari a 75°.
Una scelta inusuale visto che l'OX77 da cui derivava, lo aveva di 90°, in quanto discendente del Cosworth DFV.
Con un angolo più stretto, il motore veniva raffreddato meglio dall'aria incamerata nelle pance della vettura, anche se peggiorava l'handling della macchina, perché portava ad avere un baricentro più alto.
Le valvole erano costruite in titanio (come quelle della Ferrari), mentre tutti gli altri componenti erano di lega leggera d'alluminio, senza impiegare il magnesio come facevano altri costruttori.
Anche questa un'eredità del DFV.
Ovviamente per bielle e albero motore, vennero impiegate leghe ferro-carbonio alto resistenziali, ossia acciai legati ad elevato carico di rottura, poi sottoposti a trattamenti termici, come ad esempio la bonifica.
Il risultato di tutto questo lavoro, fu un motore capace di erogare 600 cavalli nella versione da gara, dunque in linea con i tre migliori motori dell'epoca ossia il Ferrari Tipo 035/5 (610 cavalli in gara), l'Honda RA109E montato dalla McLaren (600 cavalli in gara) e il Renault RS01 utilizzato dalla Williams (600 cavalli in gara).